# Polgári korona
Névváltozatok: polgárkorona
de: Bürgerkrone, bürgerliche Krone

Rövidítések:

A polgári korona a polgári rangot jelölő jelkép. Csak a heraldikában létezik, a valóságban nem használják. A magyar heraldikában nem alkalmazták, mivel nálunk csak nemesi címmel együtt adományoztak címert, ellentétben például a Német Római Birodalommal. Legfeljebb egyes városok címereiben jelenik meg speciális formája, a falkorona. Az újabb időkben a külföldi heraldikában polgári koronán a falkoronát értették, ahol a polgári korona a polgári címereken jogtalanul viselt nemesi koronát is jelenti. A legtöbb nyugat-európai heraldikában a polgári címereken nincs megengedve semmilyen korona viseláse a pajzson és a sisakon sem, noha erre voltak törekvések, különösen a 18. századi Hollandiában. A magyar heraldikában nem létezik ilyen előírás, sem megszorítás. A polgári címereken a sisakdísz vagy közvetlenül a sisakon nyugszik, vagy sisaktekercsre van helyezve.
Már a római korban is létezett koronaszerű fejfedő, melyet kitüntetésként adományoztak. Azok, akik a csatában kitüntették magukat, tölgykoszorút kaptak, akik ostromban vettek részt, ormos falkoránát nyertek, a tengeri ütközetek résztvevői stilizált hajóorral (és vitorlával) ellátott hajóskoronát (de: Schiffskrone) viseltek. A parasztok kitüntetéskét kalászkoszorút kaptak. Ezen koronák néha nemesfémből készültek. Idővel ezeket a koronákat a városok, egyetemek és az akadémiák is a doktori süveghez hasonlóan adományozták.